# Liga Polskich Rodzin
Die Liga Polskich Rodzin (deutsch: Liga Polnischer Familien, kurz: LPR) ist eine nationalistische, katholische und klerikale politische Partei in Polen. Sie war von 2001 bis 2007 im polnischen Parlament (Sejm) vertreten.

## Entwicklung und Programm
Die LPR wurde am 21. April 2001 gegründet und beruft sich auf die Tradition von Roman Dmowski. Sie entstand aus dem Zusammenschluss der Parteien Stronnictwo Narodowo-Demokratyczne und Stronnictwo Narodowe, als ein Sammelbecken von Gegnern des anstehenden Beitritt Polens zur EU. Sie entstand aus verschiedenen nationalen und katholischen Gruppierungen, u. a. aus der nationalen NPP, der katholischen RKN und Teilen der rechtskonservativen ROP. Dabei genoss sie lange Zeit die Unterstützung des katholisch-nationalistischen Radiosenders Radio Maryja und von dessen Leiter, Tadeusz Rydzyk, die zum großen Erfolg der Partei in den Sejmwahlen 2001 beigetragen hat, sowie die Unterstützung der Boulevardzeitung Fakt des deutschen Axel-Springer-Verlags.
Die LPR und die von ihrem ehemaligen Vorsitzenden Roman Giertych gegründete Allpolnische Jugend berufen sich auf die Tradition Roman Dmowskis, der in der Zwischenkriegszeit mit einer Mischung aus antisemitischen, antideutschen und klerikalen Ideen die polnische Rechte dominiert hatte. Die Allpolnische Jugend, deren Vorsitzender Roman Giertych lange Jahre war, konnte bis zum Oktober 2007 als ihre Jugendorganisation betrachtet werden.
Die LPR ist für ein „Europa der Nationen“ und wendet sich gegen die Ratifizierung des Vertrags von Lissabon. Sie tritt für eine liberale Wirtschaftspolitik ein. Sie trat gegen eine polnische Beteiligung am Irakkrieg ein und war damit zusammen mit der Samoobrona und der konservativen Polnischen Volkspartei in der Minderheit im Sejm. 2002 bemerkte The Economist, dass diese Partei auch die EU als eine „kommunistische Verschwörung“ darstelle.
Die LPR steht für katholisch-konservative Werte im öffentlichen Leben. In ihrem Parteiprogramm wendet sich die LPR gegen Abtreibung, Euthanasie, Klonen von Menschen, gesetzliche Anerkennung für homosexuelle Paare und jede Gesetzgebung im Widerspruch zur christlichen Ethik, den „Grundsätzen des Moralrechts und gesellschaftlichen Sinns“. Sie vertritt dabei ähnliche Positionen wie der Vatikan und teilweise wie der frühere polnische Papst Johannes Paul II.
Bei den Europawahlen im Juni 2004 wählten 15,9 % der Wähler die LPR, damit errang sie zehn Sitze im Europäischen Parlament. Dort gehörte sie der europakritischen Fraktion Unabhängigkeit und Demokratie (Ind/DEM) bis März 2006 an. Die meisten Stimmen erhielt die Partei von Protestwählern, die mit der EU-Politik, der hohen Arbeitslosigkeit in Polen, der polnischen Beteiligung am Irakkrieg und der schwierigen Situation der kleinbäuerlichen polnischen Landwirtschaft unzufrieden waren. Im Juli 2007 kündigte der Parteivorsitzende der Samoobrona Andrzej Lepper eine Fusion mit der LPR an. Diese Fusion wurde aber aufgrund personeller und programmatischer Diskrepanzen verworfen.
Bei den Parlamentswahlen am 21. Oktober 2007 beteiligte sich die LPR im Rahmen eines Wahlbündnisses mit der UPR und der Prawica Rzeczypospolitej (RP) vom ehemaligen Sejm-Marschall Marek Jurek, mit dem Namen Liga Prawicy Rzeczypospolitej (LPR). Das Wahlbündnis erhielt 1,3 % der Wahlstimmen und scheiterte damit an der Acht-Prozent-Klausel des Sejm. Die LPR ist seither nicht mehr im Sejm vertreten.
Der Vorsitzende der Liga Polskich Rodzin ist seit dem 10. Oktober 2009 Witold Mieczysław Bałażak. Die bekanntesten Persönlichkeiten in der Führung der LPR sind Roman und Maciej Giertych, Enkel und Sohn des polnischen ND-Politikers aus der Zwischen- und Nachkriegszeit, Jędrzej Giertych.

## Kontroversen
Politiker der LPR machen immer wieder durch extremistische, antisemitische und homophobe Aussagen von sich reden. Zum Beispiel sagte der stellvertretende Parteichef der LPR, Wojciech Wierzejski:

„Wir sind dafür, dass gekämpft wird, müssen aber erkennen, wer unser Feind ist, das heißt, der Feind des Vaterlandes und der Kirche.“

Immer sei dieser Feind „der Deutsche“ gewesen, „die Freimaurerei“ und „das Judentum“. Schwule und Lesben werden bei Aufmärschen ebenfalls regelmäßig „ins Gas“ oder „zur Euthanasie“ gewünscht.
Die parteinahen Autoren haben antisemitische Artikel veröffentlicht; LPR-Politiker stehen auch liberaleren Politikern Polens kritisch gegenüber: So wurde Adam Michnik den „rosa Hyänen“ zugerechnet, welche die unpolnischen Interessen vertreten und mit Hilfe von Mossad und „gottlosen, satanischen Freimaurern Nihilismus und Demoralisierung“ propagieren. Diese „finsteren Mächte“ seien heftige Kämpfer gegen eine katholische Polnische Nation.
Ewa Sowińska, LPR-Abgeordnete im Sejm, ließ 2007 ein Verbot der Kinderfernsehserie Teletubbies mit der Begründung überprüfen, eine der Figuren könne wegen des Tragens einer Handtasche schwul sein.

## Parteivorsitzende
- 2001–2006: Marek Kotlinowski
- 2006–2007: Roman Giertych
- 2007–2008: Sylwester Chruszcz
- Oktober 2008–März 2009; Juli–Oktober 2009: Mirosław Orzechowski
- März–April 2009: Wojciech Wierzejski
- April–Juli 2009: Arnold Masin
- seit Oktober 2009: Witold Bałażak

## Wahlergebnisse zum Sejm
- 2001: 7,87 %
- 2005: 7,97 %
- 2007: 1,3 %[8]

## Wahlergebnisse zum Europäischen Parlament
- 2004: 15,9 %
- 2009 (Teil der Koalition Libertas Polska): 1,14 %